# 성폭력
| |
| 형법 刑法 |
| 형법학 · 범죄 · 형벌 죄형법정주의 |
| 범죄론 |
| 구성요건 · 실행행위 · 부작위범 간접정범 · 미수범 · 기수범 · 중지범 불능범 · 상당인과관계 고의 · 고의범 · 착오 과실 · 과실범 공범 · 정범 · 공동정범 공모공동정범 · 교사범 · 방조범 |
| 항변 |
| 위법성조각사유 · 위법성 · 책임 · 책임주의 책임능력 · 심신상실 · 심신미약 · 정당행위 · 정당방위 · 긴급피난 · 오상방위 · 과잉방위 · 강요된 행위                                     |
| 죄수 |
| 상상적 경합 · 연속범 · 병합죄 |
| 형벌론 |
| 사형 · 징역 · 금고 벌금 · 구류 · 과료 · 몰수 법정형 · 처단형 · 선고형 자수 · 작량감경 · 집행유예                                                                                  |
| 대인범죄 |
| 보통살인죄 · 존속살해죄 · 자살교사·방조죄 |
| 촉탁승낙살인죄 · 영아살해죄 · 낙태죄 |
| 상관살해죄 |
| 폭행죄 · 상해치사죄 · 절도죄 |
| 성범죄 · 성매매알선 · 강간죄 |
| 유괴 · 과실치사상죄 · |
| 대물범죄 |
| 손괴죄 · 방화죄 |
| 절도죄 · 강도죄 · 사기죄 |
| 사법절차 방해죄 |
| 공무집행방해죄 · 뇌물죄 |
| 위증죄 · 배임죄 |
| 미완의 범죄 |
| 시도 · 모의 · 공모 |
| 형법적 항변 |
| 자동증, 음주 & 착오 |
| 정신 이상 · 한정책임능력 |
| 강박 · 필요 |
| 도발 · 정당방위 |
| 다른 7법 영역 |
| 헌법 · 민법 · 형법 |
| 민사소송법 · 형사소송법 · 행정법 |
| 포털: 법 · 법철학 · 형사정책 |
| v • d • e • h |

성폭력(性暴力, 영어: sexual violence)이란 심리적, 물리적, 법적으로 타인에게 성(性)과 관련해 위해를 가하는 폭력적 행위와 상대방의 의사에 반하는 성적인 접근을 통틀어 이르는 말로 대표적으로 강간 윤간과 성추행이 있으며, 그 밖에 사람의 심신상실 또는 항거불능의 상태를 이용한 준강간·준강제추행, 위계 또는 위력에 의한 아동·청소년 장애인 여성 범죄 등이 있다.

## 종류
성폭력의 유형은 성폭력 행위의 내용, 피해자와 가해자의 관계, 성폭력이 일어나는 공간 등에 따라 다양한 형태가 있다.

### 교제 폭력
데이트 도중에 상대방이 원치 않는 성과 관련된 행동을 상대방에게 하거나 강요를 하는 게 특징이며, 상대방의 의사를 무시한 채 성폭력을 하는 경우가 많고, 연인 사이에 서로 좋아하는 감정이 있어서 피해자, 가해자 모두 성폭력으로 인식하지 못하는 경향이 있다. 신뢰를 바탕으로 하는 관계에서의 성폭력이라서 피해자의 상처가 다른 성폭력에 비해 크기 때문에, 상대방의 욕구와 의사에 귀를 기울이고 존중해야 한다.

### 친족성폭력
친족 내에서 일어나는 성폭력으로, 오랫동안 가정에서 머물면서 성폭력을 하기 때문에 연관된 사람을 별도의 기관에 분리시키는 게 중요하다.
대한민국 민법상 친족의 범위는 다음과 같다.
- 8촌 이내의 혈족
- 4촌 이내의 인척
- 배우자

### 사이버 성폭력
정보통신망의 채팅/이메일/쪽지 등을 통해 음란한 이야기와 장면을 보게 함으로써, 성적 수치심이나 위협을 느끼게 하는 행위다.

### 공공장소에서의 성추행
지하철이나 버스 등에서 일어나며 사람들이 많은 장소에서 타인의 신체에 고의적으로 접촉하거나 성기를 접촉하는 행위로서, 피해자에게 불쾌감을 주게 된다.

### 직장 내 성희롱
주로 직장내에 상사, 직원, 동료 등이 채용과정이나 근무기간 중에 상대방의 의사에 반하여 행하는 직접적, 간접적인 성적 접촉행위로 피해자에게 성적인 불쾌감을 주는 행위이다. 피해자의 경제활동과 노동권을 침해하는 행위로서, 남녀고용평등법에 따라 사업주가 직장내에서 성희롱을 한 경우 최대 1천만원의 과태료를 부과할 수 있다.

### 촬영물등이용협박죄
성폭력범죄의 처벌 등에 관한 특례법(이하 ‘성폭력처벌법’이라 한다) 제14조의3 제1항은 성적 욕망 또는 수치심을 유발할 수 있는 촬영물 또는 복제물(복제물의 복제물을 포함한다, 이하 ‘촬영물 등’이라 한다)을 이용하여 사람을 협박한 자를 형법상의 협박죄보다 가중 처벌하는 규정을 두고 있다. 여기서 ‘촬영물 등을 이용하여’는 ‘촬영물 등’을 인식하고 이를 방편 또는 수단으로 삼아 협박행위에 나아가는 것을 의미한다. 한편 협박죄에 있어서의 협박이라 함은 ‘사람으로 하여금 공포심을 일으킬 수 있을 정도의 해악의 고지’라 할 것이고, 해악을 고지하는 방법에는 제한이 없어 언어 또는 문서에 의하는 경우는 물론 태도나 거동에 의하는 경우도 협박에 해당한다. 따라서 실제로 촬영, 제작, 복제 등의 방법으로 만들어진 바 있는 촬영물 등을 방편 또는 수단으로 삼아 유포가능성 등 공포심을 일으킬 수 있을 정도의 해악을 고지한 이상 성폭력처벌법 제14조의3 제1항의 죄는 성립할 수 있고, 반드시 행위자가 촬영물 등을 피해자에게 직접 제시하는 방법으로 협박해야 한다거나 협박 당시 해당 촬영물 등을 소지하고 있거나 유포할 수 있는 상태일 필요는 없다.

## 관련 작품

### 드라마
- 부부클리닉 사랑과 전쟁 (KBS 2TV) (1999년 ~ 2009년)
- 부부클리닉 사랑과 전쟁 2 (KBS 2TV) (2011년 ~ 2014년)
- 빛과 그림자 (MBC TV) (2011년 ~ 2012년)
- 다시 뜨거워지고 싶은 애로 부부
- 부부 스캔들

### 영화
- 도그빌
- 세르비안 필름
- 돈 크라이 마미
- 도가니
- 프라이멀 피어

## 성폭력의 본질
한국여성단체연합 공동대표 김금옥은 성폭력의 의미를 다음과 같이 말했다.
성폭력 사건을 접하는 사람들의 태도는 피해자가 누구냐에 따라 다르다. 피해자가 성인 여성인 경우에는 피해자에게 책임을 묻기 위한 의심부터 하고 보는 경향이 있다. '노출이 심한 옷을 입었나?', '밤늦게 다니지 않았나?', '평소 행실은 어떤가?' 등의 반응이 그 예이다. 반면에 아동, 장애 등에 대한 사건이 크게 발생하면 온 사회의 관심이 집중되고 가해자에 대한 강력한 처벌이 요구된다. 이에 대한 조치들도 실효성과는 무관하게 빠르게 만들어지면서 여론의 분노를 잠재워 왔다. 이러한 성폭력 사건의 피해자를 구분하여 보는 태도들은 사건 대책 수립에도 영향을 미쳐 성폭력 예방과 성폭력에 대한 사회적 인식과 통념을 변화시켜내는 정책보다는 여론 무마용 대책에 머무르게 해왔다. 성폭력은 개인의 문제를 넘어 여성에 대한 사회적 차별과 배제, 남성중심 사회문화가 만든 암묵적이고 집단적인 통념들이 만든 범죄라는 사실을 인식해야 한다. 성폭력 사건을 접할 때, 여성에 대한 차별과 배제 그리고 남성 중심문화에 대한 성찰적 인식이 아닌 여성을 보호의 대상 정도로 여기는 태도는 또 다른 성폭력 사건을 잉태할 수도 있음을 알아야 한다.

한국성폭력상담소는 1991년 4월에 개소한 이후 2011년까지 접수한 총 상담 사례를 분석한 결과 성폭력은 일부 일탈 행위자에 의한 범죄가 아닌 일상을 파고드는 폭력이라고 규정했다. 성폭력 상담 전문가들은 다음과 같이 말했다.
남성과 여성이 평등한 공동체 구성원으로 인정될 때 성폭력은 줄어들 수 있다. 일상의 성폭력 범죄에 대한 민감성을 기르기 위한 사회공동체의 젠더감수성 교육 등이 필요하다. 개개인은 직장 내 성희롱 피해를 경미한 사안이거나 사사로운 사안으로 인식하는 태도에서 벗어나야 한다. 일상적으로 성폭력이 일어날 수 있는 직장 내 조직문화에 대해 성찰하는 태도가 필요하다. 직장 등의 공동체에서는 공동체 내 젠더감수성을 기르기 위한 교육을 진행하는 등의 노력이 필요하다. 동시에 피해자가 피해 사실을 알리는 것이 고용을 위협하지 않도록 관리감독의 책임이 있는 국가 기관에게는 그 실질적인 책임이 강화돼야 한다.

## 성폭력 대응 방법
한국여성민우회 성폭력상담소가 제시하는 대응 방법을 참고하면 다음과 같다.
- 자신을 돌보기
성폭력 사건이 일어났을 때 가장 먼저 해야 할 일은 '자신'을 중요하게 생각하고 돌보는 일이다.
- 가해자에게 대응하기
성폭력이 범죄라고 인식하고 가해자의 범죄 행위에 대해 법적인 대응을 해야 한다. 성폭력은 성폭력 특별법, 형법, 청소년 성보호에 관한 법률 등에 의해 가해자에 대한 법적 처벌이 가능하다.
- 가해 증거 찾기
  - 몸을 씻지 않은 채로(혹은 씻었더라도) 병원에 가기
가해자의 정액ㆍ음모 등의 증거를 채취할 수 있다. 성병 감염 여부 검사, 임신 여부 검사, 응급 피임 처방 등을 받을 수 있다.
- 피해 당시 입었던 옷가지 등의 증거물을 종이 봉투에 보관하기
피해 당시 옷에 묻어있는 정액, 음모, 체액 등이 증거가 되기 때문에 이를 종이 봉투에 보관해 두는 것이 좋다.
  - 진단서 및 다친 부위 사진 찍어두기
진단서는 검사(혹은 진료)받은 병원에서 발급받을 수 있고, 경우에 따라서는 의사 소견서 등도 가능하다. 사진은 카메라를 이용해서 다친 부위와 전신 사진을 함께 찍어둔다.
  - 가해자의 특징, 가해자와 관련하여 기억나는 모든 것을 상세하게 적어두기
구체적인 장소ㆍ시간ㆍ날짜ㆍ목격자, 자신의 대응, 가해자의 태도와 행위 등을 육하원칙에 따라 자세히 기록해 두는 것이 필요하다. 법적 절차를 밟을 경우 중요한 증거 자료가 된다.

## 국가별 상황

### 대한민국
2011년 11월 28일, 한국성폭력상담소는 개소 20주년을 맞아 《성폭력 정책, 현장에서 듣다》 토론회에서 2003년부터 2011년까지 성폭력 피해자들이 형사사법절차 과정에서 겪은 2차 피해에 대해 국가를 상대로 손해배상청구소송을 제기한 11건을 분석한 내용을 발표했다. 소송 사례를 통해 나타난 2차 피해의 유형과 경찰, 검찰 등 공무원의 위법성 여부를 분석한 결과를 보면 피해자의 사생활을 침해하거나 비하하는 발언 등이 다수 나타났다. 특히 이러한 발언을 이유로 국가의 책임을 묻는 손해배상소송을 제기해도 판사들은 수사관의 책임을 인정하지 않는 경우가 많았다. 또, 여성 경찰관 요청 요구 기각 등 최선의 조사환경 조성 의무 위반, 가족이나 친구 등 신뢰관계인 동석제도의 불이행, 피해자의 동의를 구하지 않고 철야 조사를 진행하거나 과도한 범행 현장 재연 요구 등에 의한 2차 피해가 두드러지는 것으로 나타났다. 이에 대해 이미경 한국성폭력상담소 이사는 "2차 피해의 근본 요인이 되고 있는 친고죄의 폐지와 폭행과 협박의 증명을 요구하는 강간의 판단기준 폐지 등 법제도의 개선이 요구된다. 또한 검찰이나 경찰이 수사과정에서 저지르는 불법행위를 판단할 때 성폭력 2차 피해의 구조와 특징에 대한 이해를 통해 국가 책임의 해석 범위를 넓혀야 한다"라고 말했다.
2011년 12월 1일, 《성폭력 처벌 법·제도 개선을 위한 심포지엄》에 참석한 이경환 변호사는 <성폭력 형사절차에서의 피해자 보호와 실체적 진실 발견의 조화>를 주제로 한 발표에서 “성폭력 피해자가 더 이상 형사사법절차에서 소외돼서는 안 되며, 피해자 보호는 시혜적인 배려가 아닌 권리의 측면에서 접근해야 한다. 형사 절차에서 2차 피해가 늘고 있는 것은 많은 법 규정과 제도들이 새로 도입됐지만 그 내용이 구체적이지 않아 실무적으로 큰 변화를 가져오지 못했고, 담당자들의 전문성 및 인권감수성 미비 등의 요인이 크다”라고 설명했다. 이경환은 성폭력 피해자가 ‘재판 과정에서 판사로부터 모욕적인 말을 들었다’는 유서를 남기고 자살한 사건과 수사기관이 수술받은지 얼마되지 않은 ‘조두순 사건’의 피해 아동을 4차례나 조사해 국가가 손해배상 책임을 진 사건 등을 예로 들며, “성폭력 피해자들이 겪는 2차 피해의 현실은 지난 20여년 동안 꾸준히 마련해온 형사사법절차상 피해자의 권리가 ‘공허한 법적 규정’에만 머물고 있지 않는지 돌아보게 한다”라고 말했다. 또 다른 참석자인 정지원 의정부지법 판사는 “실체적 진실을 발견하기 위해 수사기관이나 사법부가 피해자를 의심하지 않는 것은 불가능하므로 법률상 피해자가 아니라 무죄판결을 하게 되는 경우에도 거짓말을 하는 피해자의 피해 감정을 최대한 존중하고 피해를 주장하는 자의 인격을 무시·비하·비난하지 않고 무고의 동기를 밝히는 태도가 필요하다”라고 말했다.
2013년에는 성범죄와 관련하여 여러 가지 제도 정비가 이루어졌다. 3월 19일부터 '화학적 거세'의 적용범위가 확대되어 16세 미만을 대상으로 한 성범죄자에게만 허용된 성충동 약물치료가 재범의 위험이 있는 성도착자라면 피해자의 나이와 무관하게 시행이 가능해졌다. 6월 19일부터 성범죄의 대상이 '부녀'에서 '사람'으로 바뀌게 돼 남성에 대한 성범죄도 처벌되었고, 직접적 성행위가 아닌 유사강간죄도 처벌 대상으로 규정되었다. '성폭력범죄의처벌 등에 관한 법률'의 개정 조항도 적용되어 모든 성범죄에 대해 주취 중 심신장애 감경이 금지되었다. 강간살인 등 성범죄 공소시효 폐지 범위는 확대되고, 장애인 준강간죄의 항거불능요건이 완화되었다. 성범죄자 신상정보 공개 관련 업무가 등록·관리는 법무부, 공개·고지는 여성가족부로 일원화되었다. 2008년 4월 16일 유죄 확정된 성범죄자까지로 신상정보 공개대상이 소급 적용되었다. 카메라 등을 이용한 촬영, 공중 밀집 장소에서의 추행, 통신매체 이용 음란행위 등으로 대상 범죄도 확대되었다. 또 살인·성폭력·미성년자 유괴 등 특정범죄자에 대한 '형기종료 후 보호관찰 제도'가 도입되었다. 성인 대상 성범죄 유죄판결시 500시간 이내 성폭력치료 프로그램 이수가 강제되는 등 성범죄자 치료도 강화되었다. 성폭력 범죄 피해자에 대한 국선 변호사 지원을 확대하기로 했다. 기존의 19세 미만 성폭력 피해자에서 모든 성폭력 피해자로 그 지원 대상이 늘어나게 되었다. 진술조력인 제도가 도입돼 의사소통 능력이나 표현이 어려운 성폭력 피해 아동과 장애인을 위해 수사 재판에 참여해 피해자와의 의사소통을 중개하거나 보조하게 되었다.
대한민국 제18대 대통령 박근혜는 성폭력을 '4대 사회악' 중 하나로 규정하면서 대통령 후보 당시 4대 사회악 근절을 선거 공약 중 하나로 제시하였고 대통령 취임 첫 해인 2013년 2월 27일에 경찰청은 4대 사회악 근절을 위한 컨트롤타워 '4대 사회악 근절 추진본부'를 발족시켰다.

#### 직장 내 성희롱 피해자 산업재해 인정
현대자동차 아산공장의 하청 업체에서 14년간 일 해온 노동자가 2009년 4월부터 간부 2명으로부터 성희롱을 당하였다. 그는 2010년 9월 국가인권위원회에 진정을 내 성희롱 사실을 인정받았다. 2011년 11월 26일, 근로복지공단은 국가인권위원회 결정과 자체 조사를 통해 "성희롱 피해사실이 객관적으로 인정된다"라고 밝혔고 산업재해 판정을 내렸다. 이 산재 판정은 신체적 상해가 아닌 정신적 상해에 대해서도 산업재해에 해당함을 인정하였다는 점에서 주목할 만하였다. 대한민국에서 직장내 성희롱으로 산업재해 보상을 받은 경우는 2000년 부산 새마을금고에서 발생한 직장내 성희롱으로 인한 신체 상해에 대해 한 번 이루어진 것이 있었다.
'현대차 사내 하청 성희롱 부당해고 피해 노동자 지원대책위원회'에 참여한 지구지역행동네트워크의 백선영 활동가는 "성희롱에 대한 산업재해 판결은 세계적으로 일례가 없는 일이다. 멕시코 등 여러 국가에서 이 판결에 영향을 받았다고 한다. 이제부터 신체뿐 아니라 정신적 고통도 산업재해로 인정한다. 성희롱이 구조적 폭력이라는 것이 드러난 것이다"라고 말했다.
2011년 12월 14일, 해고되었던 성폭력 피해자는 복직이, 근무 중이던 성폭력 가해자는 해고가 결정되었다. 성폭력 피해자, 금속노조, 현대자동차 물류담당 회사 글로비스, 글로비스의 사내하청업체 형진기업 등은 서울 중구 정동 금속노조 회의실에서 조인식을 열었다. 합의 내용은 첫째, 2012년 2월 1일자로 피해자 원직복직. 둘째, 1월 31일자로 가해자 해고. 셋째, 해고 기간 임금 지급. 넷째, 근무 환경에서의 불이익 금지와 업체 폐업 시 고용 승계. 다섯째, 직장 내 성희롱 방지 예방 프로그램 설치 등 재발 방지 대책이다. 이 협상을 이끌어낸 금속노조 김현미 부위원장은 “20년 넘게 노동운동을 했지만 이렇게 완벽한 승리를 한 적은 없었다. 요구 조건이 모두 합의되었다. 모두 동지들 덕분이다. 이 투쟁을 하면서 많은 것을 느꼈다. 비정규직 노동자가 성폭력을 당했다는 이유로 해고를 당했다. 무리한 투쟁과 요구 아니냐는 말도 있었다. 그럼에도 흔들림 없이 투쟁해왔다. 성희롱 없는 세상을 위한 첫 번째 투쟁이었다. 정부 기관들에서는 아무도 우리를 도와주지 않았다. 우리의 힘만으로 이긴 투쟁이다. 당신의 투쟁이 이 땅에서 성희롱이 없는 세상을 만드는 단초가 되었다”라고 말했다. 성폭력 피해자와 함께 농성을 해온 피해자 대리인 권수정은 “많은 단체들이 도움을 주었다. 아산위원회정규직 동지들이 복직을 환영하고 가해자 처벌이 마땅하다는 유인물을 내보낸다고 한다. 이 복직의 의미는 아무리 힘이 센 현대자동차라도 성희롱은 있어서는 안 된다는 것이다. 아무것도 가진 것 없는 여성 노동자도 몸을 일으켜 싸우면 양심적인 시민들이 연대하고 지지해서 승리하게 만든다는 것을 확인할 수 있어서 기쁘다. 성희롱에 굴복하지 않으면서도 해고되지 않으려는, 많은 노동자들의 힘이 합치된 성과이다”라고 말했다.

#### 아동·장애인 성범죄 양형
장애아들의 성폭력 피해 사건을 다룬 영화 '도가니'로 장애인ㆍ아동 성범죄 양형의 적정성에 대한 사회적 관심이 높아졌다.
2011년 11월 21일, 대법원 양형위원회(위원장 이기수)는 신설된 '장애인 대상 성범죄' 양형 기준을 대폭 강화하기로 의결했고 13세 미만 아동 대상 성범죄에 대해서도 권고 형량을 상향하기로 의견을 모았다. 공개 토론회와 설문조사 결과 등을 종합해 최종 결정할 계획이라고 밝혔다.
2011년 11월 29일, <아동·장애인 성범죄 양형 개선 토론회>가 있었다. 이 토론회 패널로 참석한 영화 '도가니'의 원작자인 소설가 공지영은 "장애인이나 아동들은 성범죄를 당하면 정신분열과 자기혐오가 지속되는데 이런 상황을 가볍게 다루는 게 현재 법원의 가장 큰 문제다. 성범죄가 살인죄보다 무거운 범죄이다. 더 적극적인 판결을 해야 한다. 영화에 등장한 아이들은 나이가 어리고 부모도 없는데, 이 아이들에게 성범죄가 과연 살인보다 덜할지 의문을 가지고 소설을 썼다. 법원이 성범죄를 지금보다 더 무겁게 봐야 한다"라고 주장했다. 토론자로 참석한 이윤상 한국성폭력상담소 소장은 "가해자가 공판에서 합의 중이라며 재판 연기를 신청하면 대다수 판사들이 받아 준다. 피해자들은 연기되는 기간만큼 힘든 시간을 보낸다는 것을 판사들이 알고 진의를 잘 파악해 판단해야 한다"라고 지적했다. 이주원 고려대 법학전문대학원 교수도 "성범죄에 있어 피해자와 가해자 사이에 진정한 합의란 사실상 없다. 합의의 기회를 열어놓더라도 제한적으로 운영해야 한다"라고 말했다.

#### 국가인권위원회의 자세
현대자동차 아산공장의 하청 업체에서 14년간 일 해온 노동자가 2009년 4월부터 간부 2명으로부터 성희롱을 당하였다. 그는 2010년 9월 국가인권위원회에 진정을 내 성희롱 사실을 인정받았다. 14년을 일한 일터에서 성희롱 당한 사실을 세상에 알렸다는 이유만으로 해고된 이‘여성노동자’는 '가해자를 처벌하고 피해자를 복직시켜라'라는 요구를 하며 여성가족부 앞에서 노숙 농성을 했고 이 노숙 농성은 2011년 11월 8일로 160일째를 맞이했다.
2011년 10월 4일, 현대자동차는 <구 금양물류 성희롱 주장 사건 관련>이라는 문서를 국회 여성가족위원회 소속 국회의원들에게 배포했는데, 이 문서에는 "성희롱 피해 주장자의 인적사항이다. 성희롱 피해 주장자는 이혼한 사실이 있다. '남자 편력이 심한 것으로 소문', '이○○ 소장, 장○○와의 부적절한 관계로 소문'등이 있다"라는 내용이 들어 있었다. 이에 대해 최영희 국회 여성가족위원장은 이같은 문서 내용을 밝히며 2011년 10월 25일 "현대차그룹이 직장 내 성희롱 피해자를 2차 가해했다"라고 인권위에 진정을 제기했다.
2011년 11월 25일, '현대차 사내하청 성희롱 부당해고 피해노동자 원직복직을 위한 지원대책위원회(이하 지원대책위)'가 국가인권위원회(이하 인권위)의 조사 방식에 문제를 제기했다. 인권위 조사과정에서 남성 조사관이 피해자에게 전화상으로 “성적 수치심을 느끼지는 않았나” 등 피해 관련 구체적인 질문을 해 지원대책위로 활동 중인 권수정 피해자대리인, 박승희 전국민주노동조합총연맹 여성위원장, 나영 지구지역행동네트워크 사무국장, 백선영 지구지역행동네트워크 활동가 등 4명이 인권위에서 항의 면담을 진행했다.
권수정은 “경찰에서도 성희롱 성추행 사건을 조사할 때 여성 조사관을 배석하고 피해 부분에 대해 조심하는데 남자 조사관이, 그것도 농성중인 사람을 찾아오지도 않고 전화상으로 구체적 피해 사실에 관한 질문을 하는 것은 적절하지 않다. 인권위가 이미 성희롱을 인정하고 권고 결정한 사건에 대해서도 ‘성희롱 주장 사건’이라고 제목을 다는 등 사건에 대한 관점에 의문이 든다. 국가기관이 가해자를 처벌하고 피해자를 도왔다면 2차 가해도 없었을 것이다. 2차 가해의 책임은 국가에도 있다”라고 말했다. 백선영은 “성희롱 당한 사람이 문란하다고 거짓 내용을 유포하는 것은 성희롱 피해의 2차 가해의 거의 대부분이다. 현대차가 조직적으로 이것을 유포하고, 그것도 국회에 터뜨리는 것은 더 악의적인 것이다”라고 말했다. 박승희는 “2차 가해도 엄연히 성희롱인데 현대차는 국회라는 공간에서 아무렇지 않게 재벌의 권력을 남용하고 있는 것이고, 이를 중단시켜야 한다”라고 말했다.
이에 인권위는 “이번 사건의 경우 당사자가 아닌 사람이 문제를 유포해 기존의 사례와 조사 방법이 달라 확인하는 과정이 필요했다. 면담 시 여성 조사관을 배석하도록 하고 앞으로 인권위는 사건 관련 전문가 자문을 요청할 것이다"라고 밝혔다.
2011년 11월 25일, 지원대책위는 현대자동차 본사 앞에서 국제연대 행동을 알리는 기자회견을 열어 “각 기관들이 성희롱을 인정한 마당에 아무 상관도 없다는 현대자동차가 왜 직접 나서 피해자의 사생활이 문란하다는 소문이 있다는 등 말도 안 되는 근거로 이 사건이 ‘성희롱 사건이 아니’라고 주장하는가? 2011년 9월 현대자동차 아산공장에서 입수돼 금속노조가 공개한 업체 관리자의 수첩에는 정규직 관리자들이 직접 하청업체 관리자들에게 전반적인 노무관리를 지시한 것이 드러나 있고 하청업체 소속 비정규직 직원들에 대한 징계수위조차 정직 3개월, 해고 등을 일일이 지시한 것으로 확인됐다. 사건의 직접 책임은 아산공장장에게 있으며, 지금이라도 현대자동차가 직접 나서서 가해자를 처벌하고 피해자를 복직시켜야 한다”라고 말했다.

#### 여성가족부의 자세
현대자동차 아산공장의 하청 업체에서 14년간 일 해온 노동자(여, 46세)가 2009년 4월부터 간부 2명으로부터 성희롱을 당하였다. 이 노동자는 1997년에 현대자동차 안산 공장 출고 센터에 입사해 2009년 이후 관리자들로부터 지속적으로 성희롱을 당했던 것이다. 그는 2010년 9월 국가인권위원회에 진정을 내 성희롱 사실을 인정받았고 2011년 11월 근로복지공단으로부터 산업재해에 해당함도 인정받았다. 그는 2010년 9월 국가인권위원회에 진정을 냈고 이에 현대자동차 하청 업체인 금양 물류가 그를 징계 해고하면서 그는 14년을 일한 일터에서 해고되었다. 그는 '가해자를 처벌하고 피해자를 복직시켜라'라는 요구를 하며 여성가족부 앞에서 노숙 농성을 했고 이 노숙 농성은 2011년 11월 8일로 160일째를 맞았다.
2011년 11월 29일, 여성가족부 앞에서 현대자동차 사내 하청 노동자의 산업재해 인정에 대한 기자회견이 있었다. 이 판정은 최초의 성회롱 산재 인정이라는 점에서 그 의미가 컸다. 이 판정에 대해 각 정당들도 환영 성명을 발표했다. 국민참여당은 성명서에서 “이 성희롱 사건은 국가인권위원회에서 피해 판정을 받았지만 법적으로 보상을 받지 못했다. 오로지 현대차의 배려만을 기대해야 했다. 그러나 현대자동차는 배려는커녕 피해자를 무고하는 문건을 국회에 뿌렸다. 정부 관련기관은 피해자의 복직을 위해 발 벗고 나서기 바란다.”고 촉구했다. 진보신당은 “재고용을 둘러싼 환경에서 열악한 지위의 비정규직 여성노동자들은 언제라도 성폭력에 노출될 수 있다”라며 노동구조의 변화를 요구했다.
피해자대리인 권수정은 “직장 내 성희롱은 가해자와 피해자, 두 사람만의 문제가 아니다. 직장 안에서의 위계와 권력관계로 느끼는 수치심은 산업재해다. 더 이상 산업현장에서 이러한 일이 일어나지 않도록 조치해야 한다. 이번 일로 많은 여성 노동자들이 용기를 갖기를 바란다. 가해자들은 여전히 현장에서 일을 하고 있고 피해자는 농성중이다. 진정한 치유는 피해자가 현장으로 돌아가서 소박한 일상을 보낼 때만 가능하다”라며 관련 정부 기관의 행동을 촉구했다. 민주노총 김영훈 위원장은 “불안정한 고용이 일상적인 성희롱을 자행하도록 만들고 있다. 성희롱과 성폭력도 파견노동과 직결되어 있다. 이런 구조적인 문제를 만드는 사내 하청을 철폐하는 투쟁을 결의한다”라며 성희롱 발생 원인으로 비정규직 문제를 꼽았다. 금속노조 박상철 위원장은 “고용노동부와 여성가족부는 성희롱에 대해 기업들이 폐업이나 계약해지 등 불법적인 방법으로 대응하지 못하도록 법제도를 개선해야 한다”라고 외쳤다. 전국민주노동조합총연맹 송은정은 “2011년 11월 18일 국가인권회에서 여성가족부 장관과 면담을 했다. 그때 세 가지를 요구했다. 첫째는 ‘회사와의 사이에서 중재자 역할을 해 달라’, 둘째는 ‘농성을 보장해 달라’(여성가족부가 있는 건물측과 상가들이 농성장 퇴거에 대한 가처분 신청을 해놓은 상태이다), 셋째는 ‘현대자동차 내 성희롱예방교육 실태를 조사해 달라’는 것이다”라며 여성가족부에 적극적인 조치를 촉구했다.
기자회견 후에는 피해자를 포함한 대표단이 여성가족부와의 면담을 요구했다. 이 과정에서 ‘시설물 보호요청’이라는 이유로 엘리베이터 탑승이 거부되고 대표단과 경찰 사이에 몸싸움이 발생했으며, 피해자와 대표 4명이 여성가족부 장관실 앞까지 갔지만 이들은 담당자 조차 만나지 못했다.

#### 언론의 태도
성범죄가 얼마나 가학적이었는지 낱낱이 보도하는 언론의 행태는 2차 피해를 양산하였다. 최지나 한국성폭력상담소 활동가는 성범죄를 둘러싼 언론의 보도에 대해 "알 권리 보장이 아니라 피해를 전시하는 것이다. 어떤 시술을 받았는지 어떤 부위가 어떻게 상했는지 (언론이) 알 권리란 명목으로 쓰고 있다. 그러나 이런 것이 다 2차 피해에 포함된다. 흔히 성범죄 피해 여성은 수동적이며 자살을 시도할 정도의 우울함에 빠져서 헤어나오지 못하는 존재로 인식된다. 이 이미지를 확대 재생산하는 데 큰 역할을 하는 것이 언론이다"라고 말했다. 김미순 전국성폭력상담소 협의회 공동 대표는 "나도 성폭력 상담소에서 일하는 상담원이지만, 아이가 번복 진술이나 추가 진술하는 상황을 피하려고 이게 성폭력이 확실하다고 확신하면 아이가 더 얘기하고 싶어 해도 그만둔다. (상담원인 나도 그런데) 일반인이 그렇게 자세히 알아야 하느냐"라고 말했다. 이윤소 한국여성민우회 미디어운동본부 활동가는 "독자가 상상하게끔, 성인물이나 포르노 소설처럼 보도하는 행태가 있다. 피해자를 무력하고 소극적인 사람으로 규정하지 않기 위해 여성단체는 '피해자'보다 '생존자'라는 표현을 선호한다. 피해자라고 하면 그 사람이 당한 일에 대해서 상상을 하게 된다. 그 이후에 그의 삶이 얼마나 불행해졌는지보다 이후에 어떻게 문제를 해결했는지, 사회에 돌아와서 그 피해의 상처에서 벗어났는지가 중요하다"라고 말했다. 한편, 대한민국은 성폭력 피해 사실을 수치로 치부하는 경향이 있는데, 미국은 성폭력 생존자들이 토크 쇼에 등장하여 자신의 피해 사실을 당당하게 이야기하는 사회 분위기이다. 대표적인 예가 1986년부터 2011년까지 25년간 미국 최고의 토크 쇼로 군림한 <오프라 윈프리 쇼>가 있는데, 성폭력 생존자들은 이 토크 쇼에 출연하여 자신이 겪었던 일을 카메라 앞에서 당당하게 이야기하였다.

#### 신경생리학적 증상
2012년 9월 3일, 아주대학교병원 핵의학과 안영실 교수팀은 성폭행(강간)을 당한 19~51세의 여성 12명을 대상으로 뇌 검사를 한 뒤 정상 여성 15명(32~53세)의 뇌 영상과 비교 분석한 결과, 성폭행을 당한 여성들이 뇌(腦) 혈류량이 떨어지고, 당(糖) 대사가 줄어는 등의 심각한 신체적 부작용을 함께 겪는다는 사실이 대한민국 내 의료진에 의해 처음으로 확인됐다. 뇌 혈류량을 보는 것은 뇌혈관에 피가 얼마나 잘 도는지를 평가하기 위한 것이고, 당 대사 검사는 당만 에너지로 쓰는 뇌가 이 에너지를 골고루 활용하는지를 분석하는 데 활용된다. 뇌 혈류가 줄어들고 당 대사 기능이 떨어진 것은, 성폭행 기억을 떠올리지 않으려는 피해 여성들의 행동과 외상 후 스트레스 장애에서의 다양한 신경생리학적 증상에서 비롯된 것으로 의료진은 분석했다. 피해 여성들의 뇌 영상에서는 심하게 가슴이 두근거리거나 잠을 제대로 자지 못하는 등의 과다 각성 상태도 관찰됐다. 안영실은 "두려움과 공포심 등을 관장하는 해마 부위에 뇌 혈류량이 감소한 것은 외상후 스트레스장애 환자들이 나쁜 기억을 억누르거나 잊으려 하면서 나타난 현상으로 볼 수 있다. 결국 성폭행 피해 여성은 피해 당시의 고통에서 벗어나지 못한 채 2차·3차의 후유증에 시달리고 있음을 보여주는 결과이다"라고 설명했다.

#### 성인지(性認知) 관점
성인지적 관점(Gender Sensitivity, Gender Perspective)은 성인지 정책(Gender Sensitive policy)에 있어 가장 기본적인 요소일 뿐 아니라 출발점인데, '정책과 프로젝트를 수행할 때 성별 역할과 지위에 있어 사회적 관행과 역학 관계를 이해하고, 성별 입장과 경험을 동등하게 고려함으로써 성 차별적인 영향을 배제할 수 있도록 하는 데 필요한 통찰력·기술·지식'을 의미한다.
여성을 상대로 한 성폭력이 잇따라 발생한 가운데 올바른 성인지 확산을 위한 프로그램과 행사가 다양하게 전개되었다. 2012년 4월 13일, 강원도는 대한민국에서 처음으로 도청 직원과 방문객 등을 대상으로 '10만명 성인지력 테스트 및 폭력 등 예방 다짐' 서명을 받았다. 이지연 강원도 여성청소년가족과장은 "도가 전국에서 처음 시도하는 10만 명 성인지력 테스트 작성 및 폭력 등 예방 다짐 서명을 통해 성에 대한 긍정적인 마인드가 형성되기를 바란다. 성폭력 등 피해 예방 분위기가 전국으로 확대되도록 노력할 것이다"라고 말했다.

#### 성폭력 친고제 폐지
성범죄의 친고죄 조항은 애초 '피해자 사생활과 명예 보호'가 취지였을 수 있으나, 현실에선 피해자들에게 이중 삼중의 고통만 주는 족쇄로 기능을 했다. 고소를 결정할 때까지 엄청난 중압감을 느끼고, 가해자 쪽의 합의 압력에 '2차 피해'까지 겪는 경우가 빈번했다. 검찰·경찰의 수사나 법원의 재판도 고소 취하 가능성 때문에 적극성을 띠기 어려웠다. 성폭력이 반사회적·반인권적 범죄가 아니라 가해자와 피해자 사이의 합의로 해결될 수 있는 ‘사적 문제’라는 그릇된 인식이 퍼지게 된 것도 그 때문이었다. 그 결과 성폭력 범죄는 신고율과 기소율 모두 낮은 수준을 보여왔다. 성폭력 피해자가 가해자 처벌의 책임과 부담을 떠안아야 했던 비상식적 상황은 2013년 6월 19일부터 성범죄의 친고죄 조항이 폐지되어 피해자 아닌 제3자의 고발로도 처벌이 가능해지면서 시정되었다.

## 관련 서적
- 은수연. 《눈물도 빛을 만나면 반짝인다(어느 성폭력 생존자의 빛나는 치유 일기)》. 이매진. 2012년. ISBN 9788993985825
- 구성애. 《니 잘못이 아니야》. 올리브. 2003년. ISBN 9788990673008

## 같이 보기
- 강간
- 강제추행
- 성폭행
- 구타